# 引力

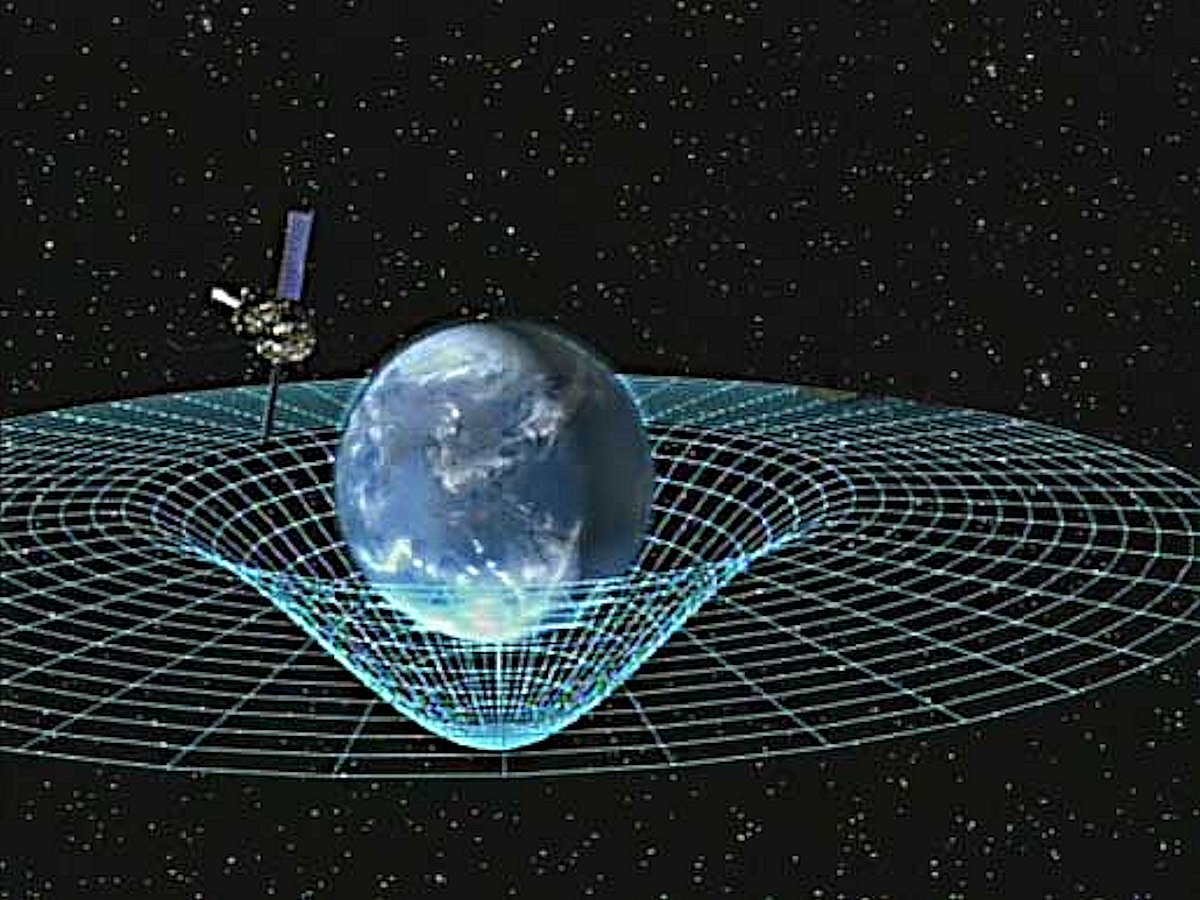
地球引力场中的引力探测器B

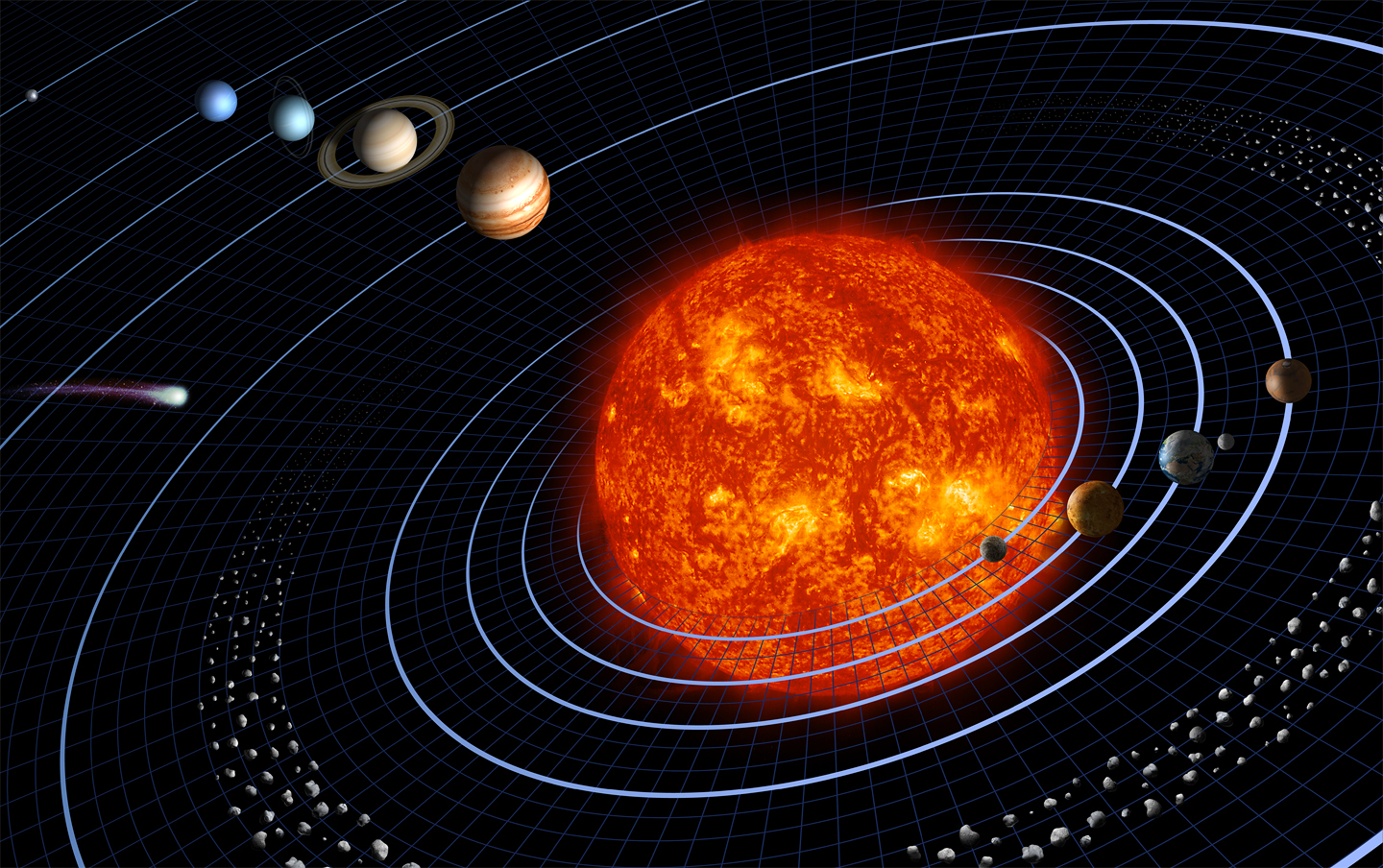
万有引力使行星按照自身的轨道围绕太阳运转

引力或重力（英語：gravitation/gravity）是造成所有具质量或能量的物质之间相互吸引的作用，属一种基本相互作用；其为地球表面物体重量的来源。
由于物理学概念的发展，术语语义也随时代有变化；在严格区分术语的定义下，引力（gravitation）或称万有引力，用于天体之间的相互作用 ，而重力（gravity），用于地球对其上物体的作用。尽管引力与重力的差值非常小，两者仍可作区别。当考虑地球自转时，地表参考系属旋转参考系并非惯性系，因此重力是“地球的万有引力与惯性离心力的合力”，此受离心力影响的重力，可精确描述为“表观重力”。
引力与电磁力、弱相互作用及强相互作用一起构成自然界的四大基本相互作用。在这四种基本相互作用中，引力是最弱的一种，但同时也是一种长程有效作用力。在现代物理学中，引力现象一般由广义相对论来精确描述，认为引力反映了物体的惯性在弯曲时空中的表现。而经典力学中的牛顿万有引力定律则是对引力在通常物理条件下的极好的近似描述。
在地球上，物体受地球引力产生了重力加速度，其方向为豎直向下而使物体落向地面，此引力并赋予物体重量。在宇宙中，引力让物质聚集而形成天体，同时也让天体之间相互吸引，形成按照轨道运转的天体系统。此外，月球以及太陽对地球上海水的引力，形成了地球上的潮汐。

## 理論史

### 牛顿的万有引力定律
在1687年，艾薩克·牛頓在他的《自然哲学的数学原理》一书中发表了万有引力定律。牛顿的万有引力定律的陈述如下：
宇宙中每个质点都以一种力吸引其他各个质点。这种力与各质点的质量的乘积成正比，与它们之间距离的平方成反比。
Every particle in the universe attracts every other particle with a force that is directly proportional to the product of their masses and inversely proportional to the square of the distance between them.
 — 艾薩克·牛頓， 自然哲学的数学原理
如果两个质点的质量分别为{\displaystyle m_{1}}、{\displaystyle m_{2}}，并且在它们之间的距离为{\displaystyle r}，则它们之间的万有引力{\displaystyle F}为
{\displaystyle F=G{\frac {m_{1}m_{2}}{r^{2}}}}；
其中，{\displaystyle G}是被称为引力常数（或万有引力常数），2018年CODATA推薦的引力常數值是{\displaystyle G=(6.67430\pm 0.00015)\times 10^{-11}\operatorname {m} ^{3}/(\operatorname {kg} \cdot \operatorname {s} ^{2})}。注：只有当两个物体之间的距离远大于物体的几何尺寸时，物体可以近似看作質點，这个公式才是适用的。否则应当把物体分割为足够小的质点，两两之间计算引力，而后进行积分。
重力的单位有牛顿（N）或是達因（dyn），在国际单位制中，1公斤的物体在地球表面的重量大约是{\displaystyle 9.8\operatorname {kg} \cdot \operatorname {m} \cdot \operatorname {s} ^{-2}}。在CGS制中，1克的物体在地球表面的重量大约是{\displaystyle 980\operatorname {g} \cdot \operatorname {cm} \cdot \operatorname {s} ^{-2}}。

### 廣義相對論

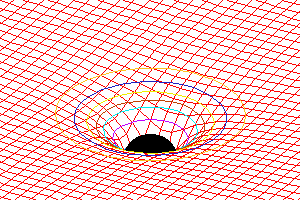
引力源附近扭曲的时空

1916年，阿尔伯特·爱因斯坦发表广义相对论，用微分几何语言描述的引力理论，它代表了现代物理学中引力理论研究的最高層級。广义相对论将经典的牛顿万有引力定律包含在狭义相对论的框架中。在广义相对论中，引力被描述为时空的一种几何属性（曲率）；而这种时空曲率与处于时空中的物质与辐射的能量-动量张量直接相联系，其联系方式即是爱因斯坦场方程（一个二阶非线性偏微分方程组）。

## 引力传播的速度
对于引力传播的速度基本有三种理论：
1. 牛顿的超距作用观点，认为引力的传递不需要时间（速度无限大）。
2. 引力的速度是超光速的某值。
3. 現在所普遍認定的是愛因斯坦所提出的說法，即重力的傳播速度是真空中的光速。

## 相关内容

### 地球引力
各个行星天体，包括地球，都具有其自身的万有引力特性。假設一個球形對稱的物體，對一特定位置的引力強度和物體質量成正比，和物體球心的距離平方成反比。
一位置的引力場強度等於一物體放置在該位置時，受影響而產生的加速度。地球表面的自由落體加速度被表示为{\displaystyle g}，可以用以下的標準重力表示：根據國際度量衡局（BIPM）的資料，標準重力為9.80665m/s2或者32.1740ft/s2
。
这表明，如果忽视空气阻力的影响，在地表附近正在自由落体的物体速度每秒将增加9.81 m/s（大约22mph）。因此，一个从静止开始下落的物体在一秒后的速度将达到9.81 m/s，第二秒将达到19.62 m/s，以后的情况也将依此类推。

如图，一密度和地球相當的物體（圖中較小的圓）接近地球（圖中較大的圓），可以觀測到地球因受吸引而產生的加速度

根據牛頓第三運動定律，地球同时也受到下落的物体等值反向的力的作用，意味着地球也将加速向物体运动。但是，由于地球巨大的质量，这个加速度小到难以察觉。

### 自由落体方程组
在一般情况下，物体因不变的重力持续作用而运动时，一组动力学方程组可描述它运动的轨道。例如，牛顿万有引力定律给出了一个简单的方程{\displaystyle F=mg}，其中{\displaystyle m}代表物体的质量。当物体自由落体向地球的距离可以以我们日常用到的距离衡量时，这个猜想是合理的；但若用于对大距离譬如太空船的轨道进行计算时，这将导致极大的误差。

### 万有引力和天文学
牛顿的万有引力定律的发现和应用被用于计算和了解我们的太阳系內各个行星的详细信息、太阳的质量、恒星间的距离，甚至被用于推测暗物质理论。尽管人类还没有去过太阳和其他星球，我们都可以知道它们的质量。这些都是通过万有引力定律研究得出的。在空间中任何物体都按照一定的轨道围绕某些大质量物体运转，它们之间的万有引力保持着它们的轨道。行星围绕恒星运转，恒星围绕星系中心运转，星系围绕星团中心运转，星团围绕超星系团运转。

### 萬有理論
在上个世纪，另外三大基本相互作用：强相互作用、弱相互作用和电磁相互作用的产生机制已经通过傳遞相對作用的規範玻色子的观念加以解决。现在人们正在尝试将規範玻色子、相对论与万有引力联合成为一个统一的整体。因此，重力相互作用是如何与其他三个基本作用互相影响是一个未解决的问题。

## 应用
极大数量的机械发明的正常运行在某种程度上依赖于重力而实现。例如，高度差可以提供有用的液压，这是静脉滴注和水塔的运作原理。利用水的重力势能发电的水力发电装置亦可以用这种能量将电车推上斜坡。同样，缆绳上悬挂的重物可通过滑轮使缆绳及缆绳位于滑轮另一边的那一部分持续地绷紧。
还有更多的例子：比如说熔铅，当铅水从霰彈塔的顶端灌入后，会变成一颗颗如雨点一般散落的铅弹——首先被分离成为多个小液滴，形成熔融状态的球体，之后逐渐凝固为固体，并在被众多相同的熔融石的共同作用下，最终在自由落体中冷却形成球形或近球形。重力驱动时钟由重力势能提供运行的能量，摆钟则依赖于重力来校准时间。人造卫星的正常运行则是运用牛顿《原理》计算的结果。

## 可供参考的理论
历史上的各种理论
- 亚里士多德重力理论认为，物体的运动速度和其所受外界的合力是成正比（或者是该物体所受的自己本身的重力），并且和物体运动介质的粘度成反比。[來源請求]
- 尼可拉·特斯拉（Nikola Tesla）表示這個理論「在任何細節中都運作的完美無暇」但是从未发表的重力动力学理论；由於美國政府的干擾，他在來不及發表他的演說時就被美國政府制止，並把他的研究報告列入絕密檔案，因为理论的细节（如果有的话）并没有透露，并没有得到物理学家们的重视。[來源請求]
- 感应重力（Induced Gravity），由安德烈·萨哈罗夫（Andrei Sakharov）提出，认为广义相对论可能起源于量子场论。
- 雷萨吉万有引力理论（Le Sage's Theory of Gravitation，也叫做雷萨吉重力理论），由乔治-路易斯·雷萨吉（Georges-Louis Le Sage）提出，以一种充满整个宇宙轻的气体的流动来解释这种现象。
- 諾斯特朗姆万有引力理论（Nordström's Theory of Gravitation），广义相对论的早期竞争者。
- 怀特黑德万有引力理论，（Whitehead's Theory of Gravitation）广义相对论的另一个早期竞争者。

最近的各种理论
- 约翰·莫法特提出非對稱重力理論（Nonsymmetric gravitational theory）。
- 布兰斯-迪克（Brans-Dicke）有关重力的理论（Brans-Dicke theory）。
- 纳森·罗森有关重力的理论（Rosen Bi-metric Theory）。
- 莫德采·米尔格若姆（Mordehai Milgrom）在修正牛顿引力理论（Modified Newtonian Dynamics, MOND）中，提出在微小加速运动上对牛顿第二定律的修正。
- 新近提出的且被高度争论的程序物理学（Process Physics）理论试图处理重力问题。
- 自建宇宙理论（Self Creation Cosmology）将布兰斯-迪克理论修正为允许创造质量。
- 埃里克·韋爾蘭德提出引力的熵力假说。